# John Davis (haltérophilie)
Pour les articles homonymes, voir John Davis.
John Henry Davis (12 janvier 1921 - 13 juillet 1984) est un haltérophile américain. Il est invaincu de 1938 à 1953, remportant deux titres olympiques, six titres mondiaux et douze titres nationaux. Il établit seize records du monde .

## Biographie
Originaire de Brooklyn, à New-York, John Davis s'engage en 1941 et sert dans l'armée américaine pendant la Seconde Guerre mondiale, dans le Pacifique. Il est autorisé à retourner aux États-Unis en 1942 et 1943 pour participer à des compétitions, possibilité qu'il n'aura pas les deux années suivantes . Pendant la majeure partie de sa carrière d'haltérophile, soit dix-neuf ans, il représente le York Barbell Club.
John Davis se fait connaître en remportant la couronne mondiale des poids mi-lourds à l'âge de 17 ans, à Vienne, en 1938. Il reste invaincu jusqu'en 1953, quand il termine deuxième aux championnats du monde en raison d'une blessure à la cuisse  . À son apogée, il détient tous les records du monde de sa catégorie et, aux championnats nationaux de 1951, il devient le premier homme à franchir la barre des 400 livres en soulevant 402 livres . Il prend sa retraite en 1956 après une grave blessure à la jambe .
Il succombe à un cancer en 1984, à Albuquerque, au Nouveau-Mexique . Il rejoint le Temple de la renommée olympique des États-Unis en 1989.